# SRX計画
SRX計画（SRXけいかく、英語: Project SRX）とは、『スーパーロボット大戦シリーズ』に登場する架空の機動兵器開発計画である。

## 概要
『新スーパーロボット大戦』（以下『新』）にて、DC戦争シリーズにおける『魔装機神 THE LORD OF ELEMENTAL』に相当するオリジナル企画『超機大戦SRX』として発表された。SRXチームとバルマー帝国の戦いを描いたものであったが、『新』の続編が製作されなかったため、その後のストーリーは『スーパーロボットスピリッツ』や『スーパーヒーロー作戦』で断片的に語られるのみであった。『スーパーロボット大戦α』シリーズで全容が描かれることとなる。

## OG世界のSRX計画
地球圏防衛計画の一環として連邦軍極東支部伊豆基地で進められている計画。
PT-X構想がハードおよびソフトウェア両面の整備を目的としているのに対し、SRX計画は「対異星人戦闘用人型機動兵器」の開発、すなわち性能と戦闘力の追求に主眼を置いている。本来は必ずしも特定の機体を開発することが目的ではなかったが、計画が推進されるにつれ「究極のPT」開発が目標となり、「特殊人型機動兵器とパーソナルトルーパーの特徴を兼ね備え、1機もしくは分離状態の3機で戦局を変え得る人型機動兵器」が最終的なコンセプトとして決定された。
機体サイズとしては先に完成していたグルンガストの例に倣い、合体状態では50メートル級の特機サイズに、分離状態ではPT規格に合わせて整備される施設・艦艇での運用を可能とするため、20メートル級のPTサイズとすることがそれぞれ定められた。また、合体・分離状態双方で既存の兵器を上回る高い戦闘能力が要求された。
新西暦185年6月より計画は本格的に始動する。人員面ではマオ社からPT開発部部長カーク・ハミル、テスラ・ライヒ研究所からグルンガスト開発の主幹メンバーであったロバート・H・オオミヤ博士、それ以外にも各分野からトップレベルの人材が集められてはいたが、それでもなお変形・合体を行いなおかつ各形態が高い戦闘能力を持つというコンセプトは実現の困難な目標であった。この情況に光明を与えたのが、レイカーの推薦により計画に参加したイングラム・プリスケン少佐の存在である。彼のもつEOTの技術と知識により、SRXおよび各Rシリーズは優れた戦闘力を持つ機体として開発が進められていった。
SRXには革新的な最新技術やEOTが導入されているが、特に主柱となるのが「T-LINKシステム」「トロニウム・エンジン」「ゾル・オリハルコニウム」の3つである。機体制御にT-LINKシステムを採用したのはイングラムであり、カークやロブはT-LINKシステムが未完成である点や念動力者にしか扱えない点から難色を示したものの、イングラムは半ば強引に彼らを説得し、T-LINKシステムの開発者であるケンゾウ・コバヤシ博士とその娘であるアヤ・コバヤシを計画に迎え入れた。そのためにSRX計画の機体には念動力者が必須となり、特にR-1とR-3は事実上個人の専用機となった。
DC戦争では十分なテスト期間を経ないまま戦線に投入された。SRX形態における諸問題のクリアは先送りのまま運用され、のちのL5戦役でようやく合体成功をみたものの、安定性に不安を残しており、それが問題視されてインスペクター事件まで計画凍結の憂き目にあっている。

## SRXチーム
SH作戦
TDF極東支部に所属していたチームの一つであるが、新西暦154年の異星人侵略戦争後にSRX計画は中止され、解体された。メンバーはリーダーのアヤ・コバヤシ（R-3およびR-3パワード）、リュウセイ・ダテ（R-1およびSRX）、ライディース・F・ブランシュタイン（R-2およびR-2パワード）。リュウセイは異星人侵略戦争においてSRXで出撃し地球を守った後、行方不明となっている。
α / OGシリーズ
SRX計画で開発された機体を運用する部隊。初期メンバーは教官のイングラム・プリスケン（R-GUNおよびR-GUNパワード）、リュウセイ・ダテ（R-1およびSRX）、ライディース・F・ブランシュタイン（R-2およびR-2パワード）、アヤ・コバヤシ（R-3およびR-3パワード）。イングラムがエアロゲイターに帰還した後、ヴィレッタ・バディムがイングラムの意志を継いで隊長となり、レビ・トーラーことマイ・コバヤシが新たに配属された。不安定なSRXを使用するため、一時は全ての機体が凍結処分となったが、後に解除されている。バンプレイオス（『第3次スーパーロボット大戦α 終焉の銀河へ』）が稼動してからはリュウセイ、ライ、アヤ、マイがバンプレイオスに搭乗し、ヴィレッタはR-GUNパワードの専属となった。

### リュウセイ・ダテ
［伊達 隆聖］ (Ryusei Date)
声：三木眞一郎
『新』から登場。男性。18歳。身長177cm。生年月日は8月8日生まれ。階級は曹長→少尉。コールサインは機体と同じく「R-1」、『スーパーロボット大戦OG -ディバイン・ウォーズ-』（以下『DW』）では「SRX1」、『OGMD』以降は「スピリア1」。
念動力の素質をイングラムに見いだされ、地球連邦軍のSRXチームに入隊。正義感の強い熱血漢で、攻撃の際に武器（技）の名前を叫ぶなど、アニメ等に出てくるロボット乗り（特にスーパーロボットの方）を強く意識している。スーパーロボットの必殺技名は多少格好悪いくらいが良いという独特のセンスを持ち、乗機の必殺技に「天上天下〜」と名付けている。愛称は「リュウ」だが、そう呼ぶのは母親のユキコ以外にはアヤとマイのみで、仲間からは基本的に「リュウセイ」と呼ばれる。
『新』ではゲーム感覚で戦っている節があり、『OG』でも入隊当初はそのような姿勢だったが、シュウとの邂逅やテンザンとの対決から自分の戦う意味を見つめ直し、戦士として成長を遂げた。
『OG2』では独断専行することもなくなり、仲間をフォローするようになった。格闘系の武装を中心として戦う傾向にあるが、特技は射撃。『OG』でT-LINKシステムの補助を受けて弾道ミサイルを狙撃したことがある。『OG2』以前は誰に対しても口調が荒かったが、『OG2』ではカイなどの上官には敬語を使うようになった。ライとは初めはぶつかり合った。
家族は母親のユキコのみ。ユキコはかつて特脳研の被験体であり、リュウセイの念動力の素質は母から受け継がれている。
彼自身が知らないうちに、SRX計画など色々な計画と因縁浅からぬ関係であったのだが、リュウセイがSRX計画に関わることになったのは意図的なものではなく、偶然の産物である。
オタク的な性格が強調されているが、母子家庭であるためか、入院している母のために大学へ進まず働こうとする、ゲーム大会の賞金を入院費に当てようとする、母を良い病院に入れさせるため軍に入隊するなど、親思いの性格が特に『OG』で強調されている。なお、警察官だった父親は銀行強盗の現場において人質を助けるために殉職している。住所は藤沢地区。
周囲から恋人候補と見なされているのはラトゥーニとマイ。ラトゥーニとはデートらしき経験はあるが、遊びに行ったという程度の認識であり、リュウセイが鈍感であることもあって、いずれも仲の方は発展途上。人間女性よりもヴァルシオーネやアンジュルグなどの女性型ロボットに目を輝かせることが多いが、アヤと初対面の際に「美人」と評したり、『新』では砂原郁絵をデートに誘ったりと、女性に興味を示さないわけではない。
なお、『α』シリーズにおける主人公の一人だったクスハが、ドラマCD『スーパーロボット大戦α ORIGINAL STORY』ではリュウセイの幼馴染になった。以後、『α ORIGINAL STORY』の設定を受け継いでいる『OG』シリーズのゲーム・アニメでは幼馴染である。GBA版『OG』ではクスハがリュウセイに幼馴染以上の感情を持っていたが、その想いには応えられないとしてブリットに彼女を託すことになる。ただし『DW』以後の設定では幼馴染だがあくまで友人で、特別な想いを寄せられる描写はない（GBA版ではクスハの想いに気付いたガーネットも、『DW』では「ただの友達」と評している）。
『OGIN』第1話冒頭で、シャドウミラーのいた「向こう側」の世界におけるリュウセイが登場。アインスト化したキョウスケの手にかかり戦死している。DS版『魔装機神』にもマサキの回想の中で少しだけ登場している。
名前の由来は日本軍の艦上攻撃機「流星」から。
乗機は
- 新 - R-1、 SRX
- αシリーズ - R-1 (R-1改)、 SRX、量産型ゲシュペンストMk-II、アルブレード・カスタム、量産型グルンガスト弐式、量産型ヒュッケバインMk-II、バンプレイオス
- OGシリーズ - 量産型ゲシュペンストMk-II・タイプTT、ビルトラプター、R-1、SRX、ART-1、アルブレードなど

専用BGMは「EVERYWHERE YOU GO」、「VARIABLE FORMATION」（フォーメーションR時）、「鋼の魂〜SUPER ROBOT SPIRITS」(SRX)（北米版『OG』での曲名は「Soul of Steel」）、「鋼の戦神」（バンプレイオス）。

### ライディース・F・ブランシュタイン
(Raidiese F. Branstein)
声：置鮎龍太郎
『新』から登場。通称はライ。男性。19歳。身長181cm。生年月日は7月9日生まれ。階級は少尉。コールサインは機体と同じく「R-2」、『DW』では「SRX2」、『OGMD』以降は「スピリア2」。軍人の名門であるブランシュタイン家の次男。過去にヒュッケバイン008Rのテストパイロットを務めた際、ブラックホール・エンジンの暴走事故で左手を失い、現在は義手をつけ手袋をはめている。彼が左手で人を殴るのは本気で怒ったときのみである。『DW』では義手ということが明かされていないが、『OGIN』ではアーチボルトの撃った弾丸を左手で受け止めたり、R-2の左手でアーチボルドに止めを刺している。
リュウセイやアヤとは異なり念動力者ではないが、パイロットとして天才的な腕前を持っている。『新』では、自らを天才と言い切るなどややナルシスティックな性格であった。また、リュウセイにホモ疑惑を広められてもいる。常に冷静沈着で優れた判断力を備えているが、時には怒りのあまり冷静さを失うこともある。気障な面もあり、リュウセイとは当初正反対の立場・境遇から張り合ったり対立することも多かったが、やがて良き相棒となり、彼の抑え役あるいはツッコミ役に回ることが増えた。リュウセイの趣味にもある程度の理解を示し、『第3次α』ではビデオを視聴して勉強したアニメ知識を披露しているが、にわか知識であるとリュウセイから批評を頂戴した。また、リュウセイに頼まれてロボットのフィギュアを買いに行かされた際は、彼が希望していた限定版ではなく通常版を買ったため不満をぶつけられる一幕もある。
リクセント公国のシャイン・ハウゼン王女から慕われているが、年齢差もあり恋愛対象としては見ていない。ただし、彼女の危機に対して真っ先に飛び出し、救出後には他の人々の前では無理をして気丈に振る舞う彼女が「自国が敵の手に落ち、本当は心が張り裂けるくらい悲痛」であることを承知しており、胸の中で号泣する彼女を受け止めるなど、特別な存在として見ている場面もある。
実兄エルザムの妻で、義姉にあたるカトライアに想いを寄せていた。エルピス事件においてエルザムがカトライアを撃ったこともあり、兄に対して嫉妬と尊敬、逆恨みに近い憎悪が入り混じった複雑な感情を抱いている。またそれを許した父のマイヤーに対しても義姉を見捨てたと反発。家を出奔し、それ以来ブランシュタイン家とは絶縁状態にある。そのためミドルネームも“V”ではなく“F”を称している。このFは義姉の旧姓「フジワラ」から取ったとされているが、これは後付けの設定であり、元々は「フォン（Von）」のスペルミスであった。なお、日系人である祖母の姓とされていた時期もある。父とは理解の機会に恵まれないまま死別したが、エルザムとはエルピス事件の実行犯であるアーチボルドを共に倒したことで和解を果たし、その溝はほぼ修復された。この件を機にカトライアへの想いも清算し、本当の意味での別れを受け入れた。
砲撃用PTのR-2に搭乗するが、戦闘では前衛を務めることも多い。猪突猛進しがちなリュウセイをなだめつつ、リーダーとして経験の浅いアヤに的確な助言を行う。SRXチームで唯一念動力を持っていないことに引け目を感じていたようだが、SRXに合体時はT-LINKシステムの負担が大きい2人に代わり機体の制御のほとんどを担当するなど、彼がいなければSRXは成立しないと言えるほどの重要な存在である。
趣味は茶道で、生前のカトライアから教えられていた。休日は和服を着て過ごすことがある。
PSソフト『スーパーヒーロー作戦』ではTDF（ウルトラセブンに出てくる地球防衛軍）の参謀次官を務めていて、初登場時は封印されていたSRXの代わりにR-ブレード（アルブレード）に搭乗して怪獣や敵と戦っていた。
乗機はシュッツバルト、R-2（R-2パワード）、ヒュッケバインMK-III・トロンベなど。専用BGMは「ICE MAN」（北米版『OG』での曲名は「Cool As Ice」）、「VARIABLE FORMATION」（フォーメーションR時）。（『第3次α』では「Trombe!」）

### アヤ・コバヤシ
［古林 彩］ (Aya Kobayashi)
声：冬馬由美
『新』から登場。SRXチームのリーダー的存在。女性。21歳。階級は大尉。身長168 cm、体重45 kg、スリーサイズは上から88・57・85。生年月日は新西暦165年11月27日。コールサインは機体と同じく「R-3」、『DW』では「SRX3」、『OGMD』以降は「スピリア3」。特殊脳医学研究所（特脳研）所長であるケンゾウ・コバヤシ博士の娘。面倒見の良いしっかり者で、リュウセイやマイの世話を焼く場面が度々見られる。高い念動力の素質を持ち、SRXの合体において重要な役割を担う。『α』『OG』両シリーズではイングラムに想いを寄せていた。『新』ではアムロ・レイにアプローチを仕掛けており、チェーン・アギの憂鬱の種であった（『新』にはイングラムが登場しない）。
『α』では、『新』の頃にはなかったシリアスな設定が目立ち、好意を寄せるイングラムに見捨てられたショックで悲しむ描写が多い。『OG2』では過去の記憶も作られたものである（後述）と明らかになったが、その事実を受け入れ、結果的にSRXチームの結束を高めることになった。
元は特脳研の被験体（ナンバー7）であり、ケンゾウとも血のつながりはない。彼がアヤを娘として育てたのは、ひとえに今までの非人道的な研究に対する贖罪のためである。
子供時代の記憶はケンゾウとアギラによって作られた架空の物であり、定期的にR-3とリンクして記憶の修正を行わないと記憶に齟齬が生じ、混乱して精神が崩壊することが『OG2』で明かされた。アヤ自身もこの事実を知らなかったが、それを知った現在でもリンクを行う必要があるかどうかは不明。なお、『スーパーヒーロー作戦』『第3次α』では長期間R-3から離れていたが、精神に異常が生じた様子はなかった。
『スーパーロボットスピリッツの前日談小説』では、実験として念動力者の遺伝子を改造しそれを組み込んだ精子を受胎させた子であること、記憶を創り、定期的にR-3とリンクしなければならないことを、ケンゾウが語っており、初期からの設定である。
趣味は美術館巡り。アイドルのブロマイドを集めるなど、ミーハーな面もある。露出度が高い軍服（ビスチェとミニスカート）を着用しているが、本人の趣味というわけではないらしい。しかし伊豆での休暇中に着た水着（『OG1』の元となった『スーパーロボット大戦αORIGINAL STORY』では自分の趣味で選んだものだったようだが、『OG1』『OGs』ではガーネットが選んだものとなっている）や『スーパーロボット大戦 ORIGINAL GENERATION THE SOUND CINEMA』でのコスプレなど、なにかと露出度が高い。パイロットスーツは部分的に素肌を露出しているように見えるが、その部分は特殊なシースルー素材でできている。
乗機は量産型ゲシュペンストMk-II・タイプTT、R-3（R-3パワード）など。専用BGMは「PSYCHIC ENERGY」、「VARIABLE FORMATION」（フォーメーションR時）。

### イングラム・プリスケン
(Ingram Prisken)
声：古澤徹
初出は『スーパーヒーロー作戦』で、同作の男主人公。シリーズには『スーパーロボット大戦α』から登場。リュウセイやライたちをスカウトしSRXチームを結成、指揮官としてチームを率いる傍ら、R-GUNのパイロットも務めていた。階級は少佐。
冷徹で、その真意には計り知れないものがあったが、やがて思いもよらぬ形でリュウセイ達と訣別し、宿敵として彼らの前に立ちはだかることになる。しかし、それはユーゼス・ゴッツォによって操られていた影響であり、その内には仲間を想い、ユーゼスの呪縛から逃れようとする強い意志があった（ただし、ストーリー開始以前、ユーゼスにクロスゲートの存在とその能力について情報を与えている。この時点で彼に「枷」が与えられていたかは不明)。エアロゲイターとの最終決戦ではリュウセイらの説得により、彼本来のガイアセイバーズ在籍時の人格を取り戻す事に成功。SDF艦隊に合流してラオデキヤ、ユーゼスと戦う。最後にはユーゼスと相討ちになり、そのまま行方不明となる。チーム在籍時から「XNディメンション」を研究しており、SRX完成の時点で理論構築まで漕ぎつけていた。そして、いつか訪れるであろう銀河規模の災厄が地球を襲うことを予期し、SRXとその完成機にXNディメンションによるクロスゲート封印機能を与えていた（SRXには実装されていない）。
『SH作戦』においてユーゼスとの決着をつけた後、CPSによる虚構の世界の崩壊に巻き込まれて消息不明となる。だが、実際には『α』シリーズの世界に転移しており、こちらの世界のユーゼスによって枷を与えられ、その意のままに操られることになる。ユーゼスが倒された後、ケイサル・エフェスの存在を突き止めたが、その影響によって肉体を失い、思念のみでアストラナガンを操作し、アステロイドへ転移させた。その時、たまたま居合わせたアイン・バルシェム（クォヴレー・ゴードン）のヴァルク・ベンをアストラナガンで取り込みベルグバウへと変異させる。この時は「虚ろな器」であるアインを乗っ取り体を得ようとしたのだが、融合のショックでアインは記憶を失い、それに巻き込まれる形でイングラムの意識もアインの深層意識に封じられる形となった。その後は危機に際し、時々に自らの意思をクォヴレーとなったアインの意思に介入させた。後に彼にバルシェムとしての運命から抗うよう促し、自らの役目を託した。最終決戦では、魂の姿でSRXチームやクスハ、クォヴレーの前に現れ、自らの本心全てを明かしている。
イングラムの正体は、バルシェムと呼ばれる人造人間の1号体である。ただし、『α』では並行世界から転移して来た存在であり、『α』の世界の内で人造人間として作られたわけではないので厳密にはバルシェムシリーズではない。転移したイングラムをユーゼスが本来予定されていたバルシェムシリーズの1号体の位置に挿げ替えたために、バルマーではバルシェムシリーズにカテゴライズされている。『α』シリーズでは、並行世界の番人という役目があることが明かされる。『OG』シリーズにおいては設定が異なり、『OG』世界におけるイングラムの同一存在であるアウレフ・バルシェムの体に何者かの精神が憑依した状態であり、『α』シリーズにおける本人とは設定上の関わりは不明。『DW』ではヴィレッタをジュデッカの枷から解放した姿が回想場面で描かれており、『OG』シリーズではこちらの設定が使われている。また、『OGs』ではユーゼスらしき仮面の男に精神操作を施される場面があり、より『α』『SH作戦』との関わりが示唆されている。
『DW』においてはゲームとは展開が大きく異なり、アウレフに憑依したネフェシュは物語冒頭でクォヴレーと交戦していた「並行世界の番人」の意識である。その後は「最後の審判者」を名乗るゴッツォの者によって意識を乗っ取られ、ユーゼスに酷似した仮面をつけてセプタギンに搭乗するなど、『SH作戦』のユーゼスに似た立ち位置となっている。最終的には再び『OG』世界への干渉を行ったクォヴレーによって自我を取り戻し、本来この世界には存在し得ないアストラナガンを呼び出し、半壊状態のSRXを救出、セプタギンの破壊と共に枷から解き放たれた。
どの世界においても自らの自我を確立させることに執念を燃やし、そして自我の確立と共に散っていく宿命を背負っていることが『OG』にて本人の口から明かされている。その宿命にギリアムは同情の念を抱いていた。なお、世界を彷徨う中でも、『SH作戦』の戦友たるSRXチームのことは忘れていなかった。
スパロボシリーズでは冷徹な面が強調されているが、本来の人格である初出の『スーパーヒーロー作戦』においては仲間想いで正義感の強い性格であった（『SH作戦』での階級は少尉なのでライやアヤには敬語を使っている）。『OG』ではヴィレッタに対抗してラーダのヨガにつきあったり、クスハに気を遣って飲んだクスハ汁を「悪くない」と評して彼女が去った後で倒れてしまう（『DW』では医務室に連れて行かれそうになるが、強い口調で頑なに拒否した）など、コミカルな姿も見せた。『DW』では読唇術も披露した。
ギリアム・イェーガーとは「平行世界を彷徨う宿命を背負う者」という共通事項を持つが、イングラム自身はギリアムと対面するまでそのことに気付いていなかった。なお、イングラムのキャラクターモデルとなったのは『ヒーロー戦記』のギリアムであり、設定が似ているのはこのためである。
『DW』第1話冒頭でアストラナガンに搭乗し、ディス・アストラナガンに乗ったクォヴレーと交戦した夢を見ている。これは、第3次αにおけるクォヴレーとの対話を「搭乗機での交戦」というイメージで描き、かつ「融合することなく分離した」というIF展開であるとみられている。その後もクォヴレーに自我の確立を促される描写が見られ、第25話では何者かに意識を乗っ取られたかのような描写がある（瞳の色が金色になっている）。なお、DVD9巻収録の第26話予告ではギャグ的な描写ではあるが、イングラムの死を悼むリュウセイたちに対して必死に「死んでない」と主張していた。
名前の由来は、銃器設計者ゴードン・イングラムから。
乗機はビルトシュバイン、R-GUN（R-GUNパワード）、R-GUNリヴァーレ、アストラナガンなど。専用BGMは「TIME DIVER」、「虚空からの使者」（敵時）。

### ヴィレッタ・バディム
(Viletta Vadim)
声：田中敦子
初出は『スーパーヒーロー作戦』で、同作の女主人公「ヴィレッタ・プリスケン」。シリーズには『スーパーロボット大戦α』から登場。身長170cm。コールサインは「スピリア0」。イングラムのデータを基にして調整され生まれた、いわばクローンのような存在である。ただし『DW』以降の設定では同時期に生まれたことになっている模様。『α』では並行世界から転移してきたイングラムのデータを元に調整されたバルシェム（ゼ・バルマリィ帝国の人造人間兵）の2号体ヴェート・バルシェムであるが、3号体以降のバルシェムとは製作者が違うため仕様が異なる。GBA版『OG』では、イングラムが製作した人造人間の2号体であるが、『OGs』ではバルシェムシリーズとなっており、レビにヴェートの名で呼ばれている。
主にイングラムの指示を受けて行動する女スパイで、ネビーイームでは「ヴィレッタ・プリスケン」を名乗っていた。後にイングラムの遺志を継ぎ、SRXチームの新たな隊長（階級は大尉）としてチームを統率する。潜入活動や指揮のほか、PTの操縦にも高い能力を発揮する。冷静な判断力を持つが、天然ボケが激しい一面もある。リュウセイたちにも薄々その素性は勘付かれており（ドラマCD3巻付属の解説によると、その正体は割とバレバレとのこと）、特にライの不信を招くこともあったが、同時期にアヤたちの過去が明らかになり、SRXチームの結束を高める切っ掛けとなった。クールでその内心を容易には量らせない性格だが、二重スパイをしていたことに関しては罪悪感を持っているらしく、『DW』ではネビーイームに帰還する直前にラーダに連絡を入れ、必ず戻ることを約束していた（が、その後DVD9巻収録の第26話を除いて全く登場していない）。その出自ゆえに二重スパイである自分を真っ先に信用したギリアムに対しては強い信頼を寄せており、『OG』のEDでは自分を信じてくれたことに対して感謝の言葉を伝え、「何かあればすぐ力になる」と約束している。
ヴィレッタがイングラムとは違い、バルシェムでありながらエアロゲイターやジュデッカに洗脳されることがないのは、『OG』では「イングラムが後から作り出したクローンで、そもそも枷が用意されていなかったため」と説明されたが、『DW』以降の設定では「イングラムがヴィレッタをジュデッカの枷から解放したため」となっている。
「バディム」という偽名は、新西暦150年代（スーパーヒーロー作戦）に出現した謎の犯罪組織「ネオ・バディム」の名からとったものである。『α』シリーズでゼ・バルマリィ帝国軍に所属していた時は、ヴェート・バルシェムというコードネームで呼ばれていた（ヴェートとは、ヘブライ文字の「B」、あるいは「V」）。
乗機は
- αシリーズ - ハバクク、エゼキエル、アンティノラ、R-GUNパワード、ヒュッケバインMk-III・タイプL
- OGシリーズ -  エゼキエル（エゼキエル・ラヴァン）、ゲシュペンストMk-II・R、ゲシュペンストMk-II・S、グルンガスト2号機 (『OGs』)、ヒュッケバイン008L (『OGs』)、ビルトシュバイン、R-GUN（R-GUNパワード）、ガーバインMk-III（OGIN）

専用BGMは『α』では「MARIONETTE MESSIAH」、『α外伝』では「TIME DIVER」。
OG1以降は「WOMAN THE COOL SPY」（北米版『OG』での曲名は「Femme Fatale」）に統一された。この曲は『OG』のBGMの製作をサラマンダーファクトリーに依頼した際、同社内のヴィレッタファンが勝手にヴィレッタのBGMとして作成したものである。
名前の由来は、銃器メーカー「ピエトロ・ベレッタ」から。

### マイ・コバヤシ
［古林 舞］ (Mai Kobayashi)
声：折笠愛
『スーパーロボット大戦α』から登場（ただし『α』ではレビ・トーラーがマイであることは明確にされておらず、実際に「マイ・コバヤシ」として初登場したのは『OG2』である）。女性。身長146cm。生年月日は新西暦159年6月17日。コールサインは「スピリア4」。アヤの妹とされるが、生年月日から換算した年齢はアヤよりも年上である。特脳研の事故で死亡したとされていたが、実際には冷凍処理と実験を繰り返されており、特脳研で起きた爆発事故の際にイングラムに誘拐される。その後、エアロゲイターに洗脳され、レビ・トーラーとしてジュデッカを駆り、SRXチームに何度となく戦いを挑んだ。『DW』では事故後、冷凍睡眠・搬送された際に誘拐されたことがイングラムの口から明かされている。『第3次α』ではエツィーラ・トーラーがマイをさらって洗脳した設定となっている。
レビはL5戦役で死亡したはずだったが、直後にセプタギンによってジュデッカごと再生されていた。しかしジュデッカが完全に再生する前にセプタギンが破壊されたため、不完全な再生となりレビとしての記憶を失うことになった。その後、ジュデッカのコアごとアイドネウス島近海に沈んでいたが、『OG2』序盤で回収されたコアの内部から記憶を失ったマイが発見された。
過去の記憶を失っているが、高い念動力の素質を持ち、ケンゾウによってR-GUNパワードのパイロットに抜擢される。レビであった頃と比べて少女らしい性格となり、リュウセイに対して淡い恋心を抱いているが、本人はそれに気付いていない。妙に古い知識を持っている（バンプレイオスの26の秘密にツッコミを入れた）。姉であるアヤを強く慕っており、『第3次α』では脳だけとなったアヤ（の偽者）に強く非難され、ショックのあまり念を暴走させてしまう場面があった。『OG外伝』ではリュウセイの影響で『超機合神バーンブレイド3』という（作品世界内に存在する）ロボットアニメを好きになっている（リュウセイに悪気はなく、むしろマイが早く馴染めるようにという善意による）。
ラトゥーニとは恋敵の間柄になるが、外見年齢が近いこともあり、彼女からはその境遇を同情され、ラトゥーニたちが拉致された時は心配しているなど仲は良好。言葉遣いはレビの頃の名残からやや朴訥であり、アヤに対しても呼び捨てであるが、当時のように他者を見下しているわけではなく、ゲーム中でも口調のことを気にする人物はいない。
アヤと同じく特脳研の被験体（ナンバー5）であり、ケンゾウ、アヤともに血のつながりはない。
『α』『α外伝』ではマイではなく、レビ・トーラーとして仲間になる。こちらは性格もまだ硬い面が目立つ。『α外伝』のエンディングでリュウセイやヴィレッタと共に投獄されるが、後に釈放され、ケンゾウとアヤに「マイ・コバヤシ」として引き取られていた。
乗機は量産型ヒュッケバインMk-II、R-GUNパワード、ヒュッケバインMK-III・タイプL（トロニウム・エンジンオミット）、ART-1など。専用BGMは「MARIONETTE MESSIAH」（北米版『OG2』での曲名は「Marionette Savior」）。（第3次αでは「ACE ATTACKER」）
レビ・トーラーとしての詳細はゼ・バルマリィ帝国を参照。

## 開発スタッフ

### カーク・ハミル
(Kirk Hamill)
声：中田譲治（『α ORIGINAL STORY』）、風間勇刀（『DW』）
初出は『新』（設定中に名前のみ）。実質的には『スーパーロボット大戦α』から登場。男性。32歳。元マオ・インダストリーの開発部部長で、ゲシュペンストシリーズの生みの親。ATX計画のマリオン・ラドム博士とは元夫婦。人を人とも思わぬ冷徹な言動を取るが、「メカニックはパイロットを守るために最高の仕事をする」ことを信念にしており、内心はパイロットを気遣っている。月でのヒュッケバイン008Rの暴走事故で奇跡的に生き残った人間の一人。現在はSRXの開発に携わっており、その傍らビルトファルケンの基本設計なども行っている。

### ロバート・H・オオミヤ
［大宮 創］ (Robert Hajime Ohmiya)
声：桐本琢也
初出は『新』（設定中に名前のみ）。スパロボシリーズでの正式な初登場は『スーパーロボット大戦α』で、実質的には『スーパーヒーロー作戦』からスパロボシリーズを先駆けて登場。愛称ロブ (Rob)。男性。27歳。
バーニングPT（ゲーム）の開発スタッフからSRX開発チームに抜擢された、異色の経歴の持ち主。かつてはテスラ研において、ジョナサンと共にグルンガストの主要開発メンバーを務めた。「ロボットは男のロマン」というロボットマニアで、リュウセイとは趣味が合っている。また、リョウトの開発者としての才能を見込んでおり、師弟的な関係である。
滅多に他人への気遣いを見せないカークやケンゾウとは違い、当初からパイロットの命に気遣いを見せている。調整が完全ではないR-1に乗って出撃しようとするリュウセイに「矛盾しているがパイロットを殺すためにロボットを作ったわけじゃない」とも語っており情に厚い性格であることがうかがえる。『OGs』ではイングラムの行動と思考を疑っており、イングラムの知識と実力は認めるがやり方には反対することもあった。性格が正反対のカークとなぜかウマが合う。テスラ・ライヒ研究所時代にはフィリオ・プレスティの後輩で、親友であった。
なお、PS版『F』予約特典のドラマCD内にも登場している（声：矢尾一樹）。このときはグルンガストの開発スタッフだった。

### ケンゾウ・コバヤシ
［古林 兼三］ (Kenzo Kobayashi)
声：麦人
初出は『新スーパーロボット大戦』（設定中に名前のみ）。実質的には『スーパーロボット大戦α』から登場。男性。49歳。モノクルをかけ、禿頭には手術痕が目立つという厳つい風貌。アヤ、マイの父親で、特脳研の研究者。人間の脳が出す特殊な脳波「テレキネシスαパルス」に着目し、脳波で機体をコントロールするT-LINKシステムを作り上げた。
『α』では「人の脳以外に興味を示さない」と揶揄されたほどの研究者肌で、非人道的な態度ばかりが目立つが、過去に行った非道とも思える研究とその犠牲となった被験体に罪の意識を抱いており、現在では人の記憶や精神にまで踏み入った研究は行っていない。レビの残留思念に苦しむマイにも記憶操作を行わず、自力で乗り越えさせようとしていた。アヤに対しては時に無茶な実験を行わせることがあったが、それもアヤがSRX計画に不必要な存在として犠牲になるのを防ぐためと思われる。アヤ達もケンゾウのその親心を受け入れ、自分達の出自を知った後も父親と慕っている。現スクールの研究者アギラやクエルボとはかつて共同で研究を行っていた。
『スーパーロボットスピリッツの前日談小説』でもリュウセイに対し自然な覚醒を待っており、ロバートには「ただアヤさえ生きていればいい」と心情を話した。αシリーズではアヤとマイに対する心情はほとんど明かされていないが、『α外伝』でアヤとレビを匿ってリュウセイに「見かけによらない」と感心される場面がある。また、『α外伝』のエンディングでは、カークやロブと共にSRXチームの罪状を軽減するために尽力したが、彼らの力ではアヤとライの罪状を軽減するのが限界だったことがカークの口から語られている。

## 採用技術
T-LINKシステム(T-LINK System)
新/SH作戦/α/OG……念動力者独特の脳波であるテレキネシスαパルスを受信し、火器管制などに利用するシステム。ケンゾウ・コバヤシによって開発された。一種の脳波コントロールシステムであり、これを用いた機体は通常の操縦（手足で操縦桿、スイッチ、ペダル等を操作）による場合よりも高い機動力や戦闘力を発揮できる。思念の増幅度次第では、触感に近い第六感が広範囲にわたって展開され、空間内に存在する敵機の捕捉も可能となる（念で敵機を引き寄せ、パイロットを極限状態に追い込んで念の活性化を促すシステムという説あり）。作動中は脳に著しい負担をかけるため、パイロットが限界まで念動力を発動させた際は安全を確保するために自動的にブレーカーが作動するようになっている。
αリンク係数
OG……テレキネシスαパルスの強さを数値化した計測方法の代表例。集中力に優れた人間ほど高い数値を出す傾向があり、一定値以上が検出されるとその人物は念動力を有しているとされる。
ウラヌス・システム(Uranus System)
α……パイロットの状態と機体のダメージから判断して起動する、もうひとつのT-LINKシステム。パイロットと機体の安全のためのシステムとされているが、起動するとパイロットの念動力を強制的に搾り出し機体をパワーアップさせるため、脳への負担が大きく念動力の暴走や精神崩壊を起こす危険がある。本編中ではグルンガスト弐式、ヒュッケバインMk-II、SRX（R-1）、ヒュッケバインMk-IIIに搭載されていることが語られている。
SH作戦……R-GUN(パワード含む)にも搭載されており、起動時にはメタルジェノサイダーモードへ強制的に変形し危機を脱している。また、超神ゼストとの戦いではアヤが強制的に発動させている。
OG……表向きはT-LINKシステムの補助として取り付けられているシステム。イングラムとの戦闘でR-1のシステムが起動した際には、破損したゾル・オリハルコニウム製の装甲を回復させ、R-2のトロニウム・エンジンの出力を安定させてSRXへの合体を果たしている。また、月面でのインスペクターとの戦いでは、ヒュッケバインMk-III・タイプLのシステムがリョウトの念動力により起動し、トロニウム・エンジンの出力調整に難航していたT-LINKシステムを安定させてインスペクターを退けている。その際、マリオンは「火事場の馬鹿力を発動させるシステム」と評していた。その詳細を知るのはイングラムだけであるため、システムの全ては未だ解明されていない。
T-LINKフライトシステム
α/OG……T-LINKシステムを応用して飛行するシステム。使用が念動力者の搭乗時に限られることや、同様の機能を持った汎用システムであるテスラ・ドライブが存在するため、採用されている機体は少ない。
APT-LINKシステム
OGMD……エクスバイン タイプRとLに搭載されたT-LINKシステムの発展型で、これによって念動力者でなくても念動系兵装を使用可能になった。ただし、防御手段で念動フィールドを発生させる事まではできない。

念動フィールド(TK Field)
α/OG……念動力によって形成したエネルギー・フィールドの一種。T-LINKシステムを介して念動力者の意思で自在に形を変えることができる。SRX開発時に確立された技術であり、主にRシリーズによく見られる。SRX合体シーケンス中の無防備状態に展開したり、機体前面に展開して拡散均質化効果型のバリアにするほか、SRX合体時に各機パーツの合体状態維持の補助に使用したり、剣状にして投射するR-1の天上天下念動破砕剣や、ブレイク・フィールドの周囲に発生させてフィールドの集束率を変えるズィーガーリオンのソニック・アクセラレーションのような使用方法もある。強力な念動フィールドの長期維持はパイロットへ著しい負荷をかけることになるため、使用状況が制限されてしまうことが欠点。

トロニウム(Tronium)
新……作中中盤で登場するムー大陸に遺棄されていた記録媒体を回収しそこから投影されたミューと名乗る人物から、自分達はかつて宇宙から地球のムー大陸へ避難してきたが追撃してきたバルマーとの交戦で大陸が沈む運命にあり、トロニウムの全粒を唯一の子供たち12人に持たせどこよりも高いところへ避難させたこととムートロンの力を持つロボット（ライディ…で途切れている。直後のステージマップでライディーン用の武器を回収した場合、前述の途切れた遺言がライディーンを指すと確信する台詞がある）に希望を託したことが言及されており、同じく念動力に由来する勇者ライディーンでの「ムートロン」が語源とされている。これらは続編で描かれる予定で会ったが頓挫したため、一部がαシリーズで再構築されることとなった。
その後、アルバトロ・ナル・エイジ・アスカからトロニウムの出自がかつて存在した惑星トロンから産出されていた希少金属であり、古くから各惑星国家が持つ戦艦のワープ航法の為に必要なことが説明される。ムーの子孫が避難した所と思われるチベットへ向かい発見に成功するも、同行者の裏切りにより大半を奪われてしまう。しかし、発見者であるエイジが1粒だけ私用利用目的で密かに隠していたことで難を逃れ、それをSRXのトロニウム・エンジンへ触媒として使用することとなる。
α……惑星トロンでのみ採掘されていたレアメタルで、半減期がウランの半分という特徴を持つ。南アタリア島に落下したマクロス艦内から、米粒大の大きさのものが6つ発見された。このうち4つはトロニウム・エンジンの反応物質として、SRX（分離時はR-2に搭載） → バンプレイオス、R-GUNパワード、ヒュッケバインMk-III（タイプL）、グルンガスト参式（1号機）の4機に搭載された。また1つはヤシマ作戦でEVA専用改造陽電子砲NERV仕様へのエネルギー供給に使われ、消費されている。残りの1つは使用されていない。かつてはゼ・バルマリィ帝国の重要な戦略物資であったが、ゼントラーディとの戦闘によって惑星トロンが消滅したため、地球に落下したマクロスに搭載されていたものが最後のトロニウムとなっていた。『第3次α』ではSRXチームが運用をしている物を除き作中には出てきていない。
OG……アイドネウス島に落下したメテオ3から発見されたレアメタル。『α』では地球に落着したのは偶然であったが、こちらではユーゼス・ゴッツォにより、地球の兵器の技術レベルを上げるツールとして送り込まれている。産出元である惑星トロンが現在どうなっているかは不明。『α』設定では「エネルギーの触媒となる物質」という設定だったが、『第3次α』や『OG』では「内部に膨大なエネルギーを秘める未知の物質」となった。少なくとも太陽系内では産出されることがなく、発見時には明らかに人工物と思われる容器内へ厳重に封印されていたという。EOTI機関によってサンプルナンバー01-06までのトロニウムが回収され、そのうちの5個が連邦軍やマオ・インダストリーに渡された。渡されたトロニウムは、01はスペースノア級（ハガネ）のトロニウムバスターキャノンモジュールに、02から05は、02:SRX（分離時はR-2に搭載）、03:R-GUN（パワード含む）、04:ヒュッケバインMk-III・タイプL、05:グルンガスト参式（1号機）に搭載予定 → ヒュッケバインMk-III・タイプRの4機のトロニウム・エンジンにそれぞれ使用されたが、04と05はアーマラのガリルナガンがMk-III両機を破壊した際に強奪される。06はEOTI機関が所有し、DC崩壊後は所在が知れなかったが、生前のビアンがシュウに預けており、『第2次OG』にて鋼龍戦隊に託され、エグゼクスバインに搭載された。ほか、ガリルナガンにはトロニウム・レヴと呼ばれる動力が搭載されていることが後に判明し、奪った04・05を搭載しているのではないかと予測されたが、実際はゼ・バルマリィ帝国で製造され、新たに地球に持ち込まれた7番目のトロニウムであった（バルシェムであるアーマラによればトロニウム・エンジンなどそう珍しいものではないとのこと）。このため、04・05は行方不明のままである。なお「向こう側（シャドウミラー達の世界）」では、トロニウムを地球にもたらしたメテオ3が落下していないが、SRXのスペックは同様であったとラミアが語っており、トロニウムが何者かによって地球に持ち込まれた可能性が示唆されている。
トロニウム・エンジン(Tronium Engine)
新/SH作戦/α/OG……トロニウムを用いる動力機関。時間単位のエネルギー変換量においては計測不可能なほどで、地球圏では屈指の莫大な出力を誇る。しかし、現状の技術水準では発生するエネルギーにエンジンの構成素材が長時間耐えられないため、普段はリミッターがかけられ半分以下の出力（1/2の出力のハーフドライブ、1/4の出力のクォータードライブ）で使用されており、当初の最大出力（フルドライブ）での稼動限界時間は3分間が限度とされていた。また出力調整が極めて難しく、暴走状態で爆発すると半径50キロの範囲が消滅するとされる。この点から自爆兵器として運用することも視野に入っていた。念動力者がT-LINKで制御のサポートを行うと出力が安定する性質があるため、トロニウムまたはエンジンに一種の精神感応機能があるのではないかと予測されている。
扱いにくいエンジンではあるが、運用データのフィードバックと随時行われている改良により、搭載機が進むごとに改善されており、稼働時間や出力調整も初期に比べれば、ましになってきている。上記の通りα・OG各シリーズで4基が制作されたが、αではグルンガスト参式用とSRX用が破壊され、バンプレイオス用に製作し直している。OGではヒュッケバイン用の2基が破壊され、エグゼクスバイン用に1基が追加製造された。
トロニウム・レヴ(Tronium Lev)
トロニウムを媒介としたガリルナガンの動力源。ゼ・バルマリィ帝国製のオリジナルのトロニウム・エンジン又は上位種にあたる存在で、地球で開発された現存するトロニウム製動力機関とは比較にならない安全性を誇り、念動力者なしでも出力調整が容易にできる。

ゾル・オリハルコニウム合金(zol orichalconium)
OG……オリハルコニウムを強化したレアメタル。RシリーズやSRXの一部装甲や天上天下無敵剣、SRXアルタードの天上天下無双剣、アストラナガンのZ・Oソードなどに使用されている。ZO合金は一般の金属と違い、温度変化では相転移を起こさず、唯一、種結晶である「結晶核」を投入することにより硬化して固体となる。SRXのZ・Oソードの場合、合金には有機高分子で構成された結晶核が投入されている。結晶核には複数の結晶パターンが記録されており、これに電気的信号を与え結晶核の性質を切り替えることで刀身の自在な形成を可能としている。また、各Rマシンの装甲には、装甲材として最適な硬度・靭性を保つように調整された結晶核が使用されている（ゾルに関しては分散系の項目も参照されたい）。リシュウ・トウゴウの持つ仕込み杖もゾル・オリハルコニウム製で、リシュウはこれを用いて銃弾を跳ね返し、数体のバイオロイド兵を倒している。
『OG』世界ではイングラム少佐が加工・精製方法を提供したとされている。SRX計画の中でも特に機密の高いテクノロジーであり、その詳細は他の主要メンバーにすら知らされていなかった。イングラム亡き『OG2』以降、その調達方法は長らく明らかにされなかったが、『第2次OG』でSRXのデータをみたセニアが、元であるオリハルコニウムをシュウが地上へ持ち込んだのではないかという推測を立てており、『スーパーロボット大戦OG ダークプリズン』でシュウの口からイングラムに提供した旨が語られた。
α……基本的に上記のOGシリーズ設定と同様であるが、グランゾン（ネオ・グランゾン）にも魔術処理を施したゾル・オリハルコニウムが使用されている。『α』におけるZO合金は念動フィールド等の干渉により自在に相転移・形状変化するとされ、SRXなどの装甲がウラヌス・システム発動で瞬時に回復する描写もそのためである。

## Rシリーズ
英字武器名称のあるものは北米版『OG』における表記。

### R-1
SRX計画で開発されたPT「Rシリーズ」の1号機。正式名称はREAL PERSONAL TROOPER TYPE-1。
操縦系にT-LINKシステムを利用しているため念動力者しか扱えず、現状では事実上リュウセイの専用機となっている。ヒュッケバイン009の運用データと、ビルトラプターの変形機構をベースとしている。そのほかにも既存PT技術の粋を集めた一機であり、SRX計画において作られた機体の中で最も汎用性に優れ、同時期に開発された2号機、3号機に比べて標準型PTに近い仕様設計であり、ジェネレーター出力や関節駆動の安定性が高い。単体での性能の高さと汎用性から量産計画が進められており、マオ社によって量産試作機としてアルブレードが作られ、また正式量産機としてエルシュナイデが製造中である。
戦場で敵に確実なダメージを与えるため、主に命中精度の高い実体弾武器が搭載されている。さらに念動フィールドを応用した格闘戦が可能なため、近距離格闘戦が得意。また、開発当初はテスラ・ドライブが発達しておらずPTでは対空攻撃手段に乏しかったため、対応策として飛行形態（R-ウィング）への変形機構を有する。アフターバーナーを搭載しており大気圏内においても高速度飛行が可能である。以上の特性から、敵陣への切り込み役が主なポジションである（コンビを組むR-2が、後方から援護を担当）。
Rシリーズ中、唯一プラスパーツが存在していない。『新』での初期案では背部大型ブースターと大口径キャノンがプラスパーツとして考案されていたが、変形機構や作業量などの兼ね合いから断念された。のちにヒュッケバインMk-IIIにおいてこの案はAMガンナーとして流用され、その名残で一部コネクタの交換をすることにより今もPTキャリアーとして合体が可能である。ちなみに初期設定時、ウィングおよびシールドをプラスパーツとして装着することでR-ウィングに変形できるようになるというものを、プラスパーツ無しのR-1だと特徴がなくなるという理由で最初から装着した状態に変更したという経緯がある。このシールドはSRXの頭部となるBPSSヘッドギアと、Z・Oソードの柄で構成されており、飛行形態時には機首となる。
パイロットのリュウセイはスーパーロボット好きであるため、本機がリアルロボットであることに不満を抱いているという設定なのだが、実際には勝手に武器名を付けたり、「俺のR-1」と発言したりするなど相当な愛着を持っており、『α外伝』では自分のパーソナルマークを付けている。名前については「カッコイイ名前をつけてやるからな」と言っていたが、結局新しい名前は付けられていない。
企画当初の案では「ヴァンクール」という名称であった。合体ロボとしての統一性に欠けるためこの名称は没となり、「ガンツァー○○○」「ヴァリア○○○」「ガウン○○○」などの名前が考案されては却下され、仮称として名付けられた「RR-1」が呼びやすさの点からさらに短縮された結果、現在の正式名称に落ち着いた。
武装
バルカン (Gatling Gun)
頭部のこめかみ部分に装備されたバルカン。主に接近戦用の牽制兵装である。
コールドメタルナイフ (Steel Knife)
ウィング内に収納している実体剣。ゾル・オリハルコニウム製。ビーム剣と比べて、地形を選ばない利点がある。リュウセイは時々「ゴールデンメタルナイーブ」と言い間違えてしまう（後の『OG2』でコールドメタルソードを言い間違えた際に「わざとらしかった」と言っているのでわざと間違えている可能性もある）。
G・リボルヴァー (G-Revolver)
両腰に提げている、大型の実体弾拳銃。正式名ジャイアント・リボルヴァー。アルトアイゼンのリボルビングステーク同様に、確実な作動性を得るため、オートマティックではなくリボルヴァー・タイプを採用している。弾頭に特殊金属を使用したKTWタイプの弾丸を6発装填している。また、高硬度ZO製の特殊弾を使用することもある。
G・リボルヴァーキャノン (Twin G-Cannon)
R-ウィング形態時のG・リボルヴァー。機体左右に懸架して運用される。『OG』シリーズではシステムの都合上G・リボルヴァーを装備していなくても使用できる。
ブーステッド・ライフル (Boosted Rifle)
ロングバレルタイプのレールガン。長距離用で、精密射撃が可能。未使用時はウイングのラッチに装備される。セミオート、フルオート、三点バーストでの射撃が可能。また、換装武器であるためT-LINKシステム対応機のみに限られるが、T-LINKシステムと連動したIBCセンサーを装備している。『OG1』では正式ロールアウト前にもかかわらず、ハガネの照準機とT-LINKシステムを連動、MAP-Wを撃墜する離れ業をやってのけた。R-ウィング形態時には左の主翼上部ラッチに装着されているが、この状態では使用はできない。
ホーミングミサイル (Anti-Air Missile)
R-ウィング形態の武器。GBA版の『OG1』では対地用と対空用の二種類に分かれていたうえ、低空垂直爆弾まであってR-ウィング形態の空戦能力が高かった（ビルトラプター（FM）と統一されていたため）。
必殺技
T-LINKナックル (T-Link Knuckle)
拳に念動フィールドを集中させて放つパンチ。『新』の頃は「リュウセイオリジナルナックルパンチ」と叫んでいた。ドラマCD設定資料では、リュウセイとロブの趣味によって、チョップやビンタ、突っ張り、掌底、デコピン等のバリエーションが存在するとなっている。なおR-1の念動フィールド発生装置は肘部の赤い部分。
T-LINKソード (T-Link Sword)
念動フィールドを剣の形に生成し撃ち出す。リュウセイによって「天上天下念動破砕剣」と命名された（基本的に武器名としてはこちらが使われる）が、リュウセイ自身も「T-LINKソード」の名で叫ぶことがある。元々はスーパーロボットスピリッツでの没技だった。弓を引くようにして片手で投げつけるバージョンと両手を前方に突き出して発生させるバージョンがある。また、『OGs』では刺さった後にR-1が手を振り下ろすことで対象が割れる演出となった。
R-コンビネーション
コンボ攻撃。拳に念動フィールドを集中させているが、T-LINKナックルより攻撃力が低い。
念動シュート
G・リボルヴァーの弾道を念動力でコントロールする。
フォーメーションR (R-Formation)
R-2パワード、R-3パワードとの合体攻撃。作品によって若干の差異があるものの共通して、ハイゾルランチャーからストライクシールド、とどめにT-LINKダブルナックルという各機の特徴的な兵装を組み合わせたフォーメーションとなっている。『第2次OG』ではR-1のとどめがART-1で使用していたT-LINKクラッシュソードに変更された。
T-LINKダブルナックル
ART-1との合体攻撃。リュウセイのネーミングは「天上天下念動連撃拳」だが、戦闘デモでこの名前が使われたことはない。
なお、T-LINKダブルナックルはこの合体攻撃とは別に、フォーメーションRの際にR-1が使う「両手を用いたT-LINKナックル」の呼称としても存在する。
アカシックブレイカー
サイバスターとの合体攻撃。サイバードの背中に乗り、アカシックバスターと共にT-LINKナックルを放つ。ドリームキャスト版『α』のみの技。
G・リボルヴァー投げ
OVAで登場。G・リボルヴァー自体を空中へ投げつけ、それを狙撃することにより爆散させ榴弾として使う荒業。完全に予測がつかず、味方をも巻き込みかねないという危険を孕んだリュウセイらしい技であるが、ODEシステムを搭載するバルトールには有効な手であった。効果的には大量広域先制攻撃兵器、MAPWにあたる。
劇中の活躍
新
初登場。『新』は魔装機神が参戦していないため、装甲材は異なるものと思われる。
スーパーヒーロー作戦
リュウセイの参戦と共に仲間になる。基本的な武装はαシリーズとほとんど同じだが、天上天下念動破砕剣が使えないため、攻撃力は低い。
リアルロボッツファイナルアタック
RRFA世界ではSRXチームはテストチームではなく地球連邦軍の一戦闘部隊として登場し、上層部の命令で破壊すればそのエネルギーで宇宙が消滅するとの予測されたゲトゥービュームを守る中ボスと立ちはだかる。ただし、隠しコマンドを入力すればプレイヤーキャラとしても使用できた。変形機構や合体機構はないが攻撃力や機動力のバランスが最も取れている機体のひとつである。
リアルロボット戦線
事故により本来はデュプリーケーターと繋がっていない世界からコピーされた存在として、パイロットであるリュウセイとともに隠しキャラで登場。リュウセイだけでなくリアルロボット戦線のオリジナルキャラクターたちも搭乗可能。
αシリーズ
『α』ではブーステッド・ライフルがMAP兵器扱いであり、EDの後に解体されてしまった。『第3次α』でSRXが修復されたため、この機体も修復されている。SRX大破時に唯一残った機体。
OGシリーズ
T-LINKシステムの調整に手間取ったため、実戦配備はDC戦争終盤から。一度アルトアイゼンと実弾を交えた模擬戦を行い、善戦した（T-LINKナックルでアルトアイゼンの左腕を破壊したが、直後にアルトの必殺技「切り札」を叩き込まれ、戦闘結果は「引き分け」となっている）。また、SRXのウラヌスシステムはこのR-1に搭載されている（R-3に搭載されているかは不明）。『OGIN』では「向こう側」の本機がベーオウルフに撃墜されている。『第2次OG』にて、リュウセイが行方不明になったままラ・ギアスに召喚されてからは、T-LINKシステムに応急パッチをあて、リュウセイが戻ってくるまでの間はマイが使用したが、合流後はリュウセイの乗機に戻されマイが再度乗り換えることは不可能となっている。
キャラクターの乗り換えの自由度が高いOGシリーズだがR-1はリュウセイ専用で、前述のマイが一時使用した以外では他キャラクターの搭乗経験はない。

#### R-1改
スーパーロボットスピリッツ
L5戦役でジュデッカとの戦闘で大破したSRXの内、損傷を免れたR-1をベースにジュデッカと再戦するため大幅改修を行った機体。
動力源に改良小型化したR-2のトロニウム・エンジンを搭載、R-3のT-LINKシステムを移植し、大幅なパワーアップが図られた。G・リボルバーをGT（ジャイアント・トンファー）・リボルバーに変更したことによって射撃武器としてだけでなく打撃武器としても連携して扱えるようになり、格闘性能もアップしている。
変形も可能だが、スーパーロボットスピリッツの仕様上、変形せずとも空中戦闘が可能になっている。
α外伝
はるか未来の世界で発掘された機体。ヴィレッタ曰く、なんらかの事態が発生し、R-1を量産する必要が出てきた可能性があるとのことで、その際生産されたもののレプリカらしく、リュウセイも自分がR-1に入れたはずのパーソナルマークがないことやSRXへの合体機構がオミットされていることから別機体として認識している。なお、他の機体群と違い、元の時代に戻った後にもR-1とこの機体は別々に存在しているはずだが、以後のシリーズではその存在は言及されていない。
OGシリーズ
R-1の強化改造案としてのみ存在している。

#### AR-1
R-1の完成型にあたる機体。Advanced R-1の略。飛行形態「AR-ウィング」に変形できる。

#### AR-1パワード
AR-1にプラスパーツを付けた形態。プラスパーツの先端にAR-ウィングがつくことで高速巡航形態になる。パンプレイオスの頭部と背部を構成する。

### R-2
SRX計画で開発されたPT「Rシリーズ」の2号機。正式名称はREAL PERSONAL TROOPER TYPE-2。
トロニウム・エンジンを搭載した、砲撃戦用の機体。厳密にはこの形態では、マグナ・ビームライフル以外に長距離用の武装はない。装甲、火力に優れるが、エンジンの出力が不安定なので扱いが難しい。開発機体中最も鈍重であるものの、ライの操縦センスによってハンデを感じさせない活躍を見せる。左腕部にはOGシリーズではABフィールド発生装置を、右腕部には有線式ビームチャクラムを装備している。射撃能力を生かした制圧射撃や他の2機の援護をするのが主な役割だが、機能を十分発揮できないR-3の代わりに前線でR-1とコンビネーション戦闘を行うことも多い。
SRX形態における変形機構の複雑さもあり、R-1と違いフレームの基礎構造から新規に開発されており、コックピットも胸部ではなく頭部に存在する。頭部にはハイブリッドセンサーを装備。またバイザー奥の形状はビルトシュバイン・ヒュッケバイン系列のツインアイ型が使われている。企画当初の名称は「ヴィクトル」であった。
武装
バルカン (Gatling Gun)
R-1やR-3同様、頭部こめかみに2門装備。接近戦用の装備である。
ビームソード (Beam Sword)
R-3やヒュッケバインMk-IIのものと共通。
マグナ・ビームライフル (Magna Beam Rifle)
ビームと実体弾両方を発射できるライフル。そのため、他のビーム系のライフルよりも高威力が期待できる。薬莢型のエネルギー・カートリッジ弾（HEGC）を使用しているため1射ごとに排莢が必要。R-GUNのツイン・マグナライフル、『α』ではヒュッケバインMk-IIのフォトンライフルの元にもなった（OGシリーズではどちらが先にできたかは不明）。
有線式ビーム・チャクラム (Beam Chakram)
右腕部から発射するチャクラム。ビルトシュバインのサークル・ザンバーと同様にビーム刃を展開するため、ライは「光の戦輪」と称することもある。元々はT-LINK制御による遠隔操作を予定していたが、ライが念動力を持たないため有線式に変更された。チャクラム本体に姿勢制御用の小型スラスターが付けられているが、扱いが非常に難しい。ワイヤーを絡ませ敵機を拘束することも出来る。チャクラム・シューターの原型となった武器。
ラウンドチャクラム
有線式ビーム・チャクラムを360度振り回し、周囲の敵を一掃する技。OVAではこれと思しき攻撃を行った際、ライのヘルメットに「殺」というマークが投影された。
劇中の活躍
新
初登場。空を飛べる。また、移動タイプ「海」を持つ非常に貴重な機体でもあり、地形の汎用性という面で非常に優れている。
スーパーロボットスピリッツ
前日談の小説でR-1を庇って大破している。後に修復されたらしく、リュウセイのEDでジュデッカ破壊後に大気圏に落下しそうになったR-1改を救出するために病院を抜け出してきたライの操縦で駆けつけた。この際トロニウム・エンジンはR-1改に移されたので、それ以外の動力で動いている模様。
α
左腕部にはI・フィールド発生装置を装備している。また、脚部に熱核ジェットエンジンを内蔵しているためホバーでの移動が可能。
OG / OG2
OGでも設定上熱核ジェットエンジンによるホバー能力を有する。が、ゲーム上では削除され、移動タイプに海が追加されるという形で表現されている。初登場である最終調整の際、いきなりヴァイスリッターと実弾の模擬戦を行っている。

#### R-2パワード
R-2にプラスパーツを装着した形態。重金属粒子砲ハイゾルランチャーが使用可能になり、大型の実体シールドも追加される。
SRX合体時はメイン動力源となるが、この状態では出力を50%以下に抑えているらしい。ゲームでは、プラスパーツを装着すると以後常にパワード形態であるが、ドラマCD設定資料によると、Rシリーズは出撃時、状況に応じて通常装備のN装備とプラスパーツ装備のP装備を選択、換装して出撃するとなっている。
武装
ハイゾルランチャー (Hi-Zol Launcher)
両肩に5連装・2門が装備される重金属粒子エネルギー砲。集束モードとバースト（散弾）モード2種類の射撃モードをもつ。このユニット自体がSRX合体時に腕部、砲口は指部となるがその状態でも使用可能。合体時に火器管制がR-1に移るため、『OGクロニクル』ではR-1が掌部コネクターを接続して使用した。
必殺技
フォーメーションR
R-1、R-3パワードとの合体攻撃。
劇中での活躍
新
R-2に続き、飛行可能。肩部のシールドは付けられておらず、ハイゾルランチャーの追加のみとなっている。ハイゾルランチャーが2発しか撃てない。
スーパーヒーロー作戦
登場せず。合体時はプラスパーツがどこかから飛んでくる。分離状態ではR-2の状態なので、ハイゾルランチャーが使えずパンチ力に欠ける。
α
EDの後で解体されてしまった。
リアルロボッツファイナルアタック
Rシリーズ三機中、この一機のみプラスパーツを付けたパワード形態で登場。攻撃力はすさまじいが足回りに難点がある。R-1、R-3同様に中ボス兼隠しプレイヤーキャラでもあった。
第3次α
SRXが修復されたためこの機体も修復されたが、SRX大破時に失われてしまった。
OG / OG2
初戦でSRXへの合体を試みるものの、失敗。アーチボルドとの戦闘ではエンジン誘爆こそしなかったものの、プラスパーツと右腕がごっそりやられてしまう事態に。『OGs』ではシステム上、ハイゾルランチャーが散弾と収束の二つに分けられた。
OGシリーズの原型となった「スーパーロボット大戦α ORIGINAL STORY」ではSRXからR-3をパージした状態でジュデッカと交戦し、戦闘後に大気圏へ落下するという『スピリッツ』を踏まえたような展開があったが、ゲーム化に際してセプタギンとの戦闘が追加されたことで削除された。
OGIN
第20話でグラビリオンに捕まってしまうものの、ライの機転で合体形態へと変形を行うことでレーツェルの攻撃をかわし、グラビリオンへと命中させた。その後ガーリオンで脱出しようとするアーチボルドを有線式ビーム・チャクラムで捕らえ、コクピットを左手で殴り潰し、過去の因縁に終止符を打った。

#### AR-2
R-2の完成型にあたる機体。Advanced R-2の略。

#### AR-2パワード
R-2パワードの完成型にあたる機体。AR-2にプラスパーツを付けた強化形態。バンプレイオスの上半身を構成する。プラスパーツにはR-2パワードになかったキャタピラが存在している。

### R-3
SRX計画で開発されたPT「Rシリーズ」の3号機。正式名称はREAL PERSONAL TROOPER TYPE-3。
指揮官用の軽PTであり、T-LINKシステムを応用した遠隔兵器「ストライク・シールド」を持つ。索敵システムや火器管制にT-LINKシステムが組み込まれており、敵捕捉能力と情報収集能力の高さが特徴。またSRX時には念動フィールドによる合体状態の維持と機体制御を行うため、パイロットには高い念動力の素養、強靭な精神力、部隊指揮官としての知識が要求される。R-2と同様、フレームは基礎構造から新規に開発されたものが使用されている。
なおコクピットは立ち乗り式である。企画当初の名称は「ガナドール」であった。
武装
バルカン (Gatling Gun)
R-1やR-2と同様の武装。頭部こめかみに2門装備されている。
ビームソード (Beam Sword)
R-2他のものと共通。
念動収束式レーザーキャノン (TK Laser Cannon)
長射程の大型武器。念動力制御で、収束率と弾道を自在に変えられる。
R-3専用の武器ではないらしく、『OGクロニクル』「雲霞割り起つ三矢の訓」で両腕が露出したままSRXに合体したR-1が装備・使用している。
ストライク・シールド (Strike Shield)
念動力による遠隔操作武器。ゾル・オリハルコニウム製の強度を活かして、目標を打突する。
『OGクロニクル』ではSRXに合体している状態でも使用していた（Rシリーズが半壊している状態で合体を行ったためか、通常でもストライク・シールドが使用出来るのかは不明）。また、この時はリュウセイがストライク・シールドを操っているほか、アヤは五角形に組み合わせることで敵の攻撃を防いでいる。
バースト・シールド
ストライク・シールドを広範囲へ射出、多くの敵を一度に攻撃する。
クロス・ウェーブ
『リアルロボッツファイナルアタック』のみ登場。十字型のエネルギー弾を前面に発射する。
劇中の活躍
新
プラスパーツ無しで飛行可能。R-2パワードのハイゾルランチャー同様、レーザーキャノンが二発しか撃てない。
スーパーロボットスピリッツ
前日譚でR-2と共に大破。残されたR-1の改修の一つとして、R-3のT-LINKシステムを移植している。なお、R-1のストーリーの終盤では、T-LINKシステムへアヤも遠隔リンクできるように改修を施し、更に念動力を追加可能にしている。
α
長時間のT-LINKシステムとのリンクは、パイロットに負担をかけるという欠点を抱えている。
スーパーヒーロー作戦
SRX合体時にR-2, R-3のプラスパーツを呼び出す。
リアルロボッツファイナルアタック
ゲーム上、プラスパーツが登場しないので防御力にやや問題があるが、それを補って余りあるスピードが特徴。R-1、R-2パワード同様に中ボス兼隠しプレイヤーキャラである。
OG / OG2
T-LINKシステムの調整が難航したため、実戦投入はRシリーズで最後。参戦期間は非常に短く、すぐにパワード化された。

#### R-3パワード
R-3にプラスパーツを装着した重爆撃機形態。
T-LINKフライトシステムにより飛行可能となり、テレキネシスミサイルが追加される。またSRX合体時にはメインシステムになる。
武装
テレキネシス・ミサイル (TK Missile)
T-LINKシステムによって敵味方を識別する広範囲兵器。
必殺技
フォーメーションR
R-1、R-2パワードとの合体攻撃。
劇中の活躍
α / α外伝
R-1とのコンビネーション戦闘を展開する予定であったが、合体前にこの機体が損傷することはSRXにとって致命的となるため、実際の戦闘では後方に回ることとなった。また、DCが味方のため、機体設計にはヴァルシオーネが参考にされている。『α外伝』では解体を免れていたが結局エンディングで解体され、T-LINKシステムのみが残された。
第3次α
SRX大破時に失われてしまう。
OG / OG2
初戦でSRXへの合体に失敗したうえ、イングラムの裏切りにより中破してしまう。OG2ではR-GUNとのツイン・コンタクトが可能になった。高機動、指揮官機という設定のためアステリオン、サイバスター、ヴァルシオーネと一緒に先行部隊として選ばれ、指揮を任された。

#### AR-3
R-3の完成型にあたる機体。Advanced R-3の略。

#### AR-3パワード
R-3パワードの完成型にあたる機体。AR-3にプラスパーツを付けた強化形態。バンプレイオスの下半身を構成する。バンプレイオス時はAR-3パワードのセンサーが腰の後ろ上部に移動する。。

### SRX
正式名称は「SUPER ROBOT X-TYPE」で、略称として「SRX」と呼ばれる。
スーパーロボットとリアルロボットの特徴を兼ね備え、1機もしくは分離状態での3機で戦局を変えうる兵器として開発された、究極汎用戦闘一撃必殺型PT。
T-LINKシステム、トロニウム・エンジン、ゾル・オリハルコニウムといった最新のEOTが投入され、既存の機動兵器とは比べ物にならない圧倒的な攻撃力を誇る。しかし投入されたEOTの安定性に問題があり、万が一撃破されてトロニウム・エンジンが暴走した場合には、周囲50kmを消し去るほどの凄まじい大爆発を起こす危険性をはらんでいる（この側面から、自爆兵器としての側面も持つ）。
また、腰が一番脆弱なR-3のためもあってか近接格闘戦は各部の関節パーツに負担が大きいのだが、リュウセイがメインパイロットであるため、激しい動作、攻撃を繰り出す。念動フィールドで合体状態の補助を行っている。『α』などではトロニウム・エンジンの調整や関節パーツの調達に問題が発生したため、数十回しか合体変形が不可能。
戦闘時にはリュウセイが操縦と攻撃、ライがトロニウム・エンジンとR-1およびR-3パイロットのメディカルチェック、アヤがT-LINKシステムと念動フィールドによる合体状態の維持を担当。特にライの仕事は多く、電測補助、ダメージコントロール、セイフティ管理、冷却材供給、パージされ放置されたパーツの位置把握など多岐に渡る。
全身の内訳はR-1が頭部・胸部・背面、R-2の本体が胴体肩関節・装甲および腹部でプラスパーツが腕部、R-3は本体が腰部および大腿部でプラスパーツが脚部となっている。R-1のシールド後部が変形した頭部ゴーグル部分のデザインは、バンプレストのロゴマークがベースとなっている。R-1のシールド前部は胸部に格納され、使用時はZ・O・ソードの柄部分となる。対してR-3のストライク・シールドおよびレーザーキャノンは、合体時の余剰パーツとしてパージされており、SRX形態ではその所在をライが把握・管理している旨が『OG2』で語られているが、具体的な所在は不明。
『OGクロニクル』におけるエキドナの発言によると、制御プログラムには艦長および部隊運用指揮者の認可、ライが持つ特秘コード、アヤの認証が必要という過度に厳重なプロテクトがかけられている。合体時までプロテクトが解除されることはなく、アヤの認証はT-LINKシステムが用いられる搭乗のたびに設定変更が行われるため、外部からの突破は不可能とのこと。
なお、この機体は「X」が示す通り試作型であり、正式採用された暁には「バンプレイオス」の名で呼ばれる予定。『α』シリーズでは本機にこの名称が使われる予定だったが、諸々の事情により見送られ、紆余曲折を経て後継機であるSRXアルタードに与えられることとなった。
バンプレストのロゴマークを模した特徴的なバイザーはラフデザイン時点より存在したもので、デザインを担当したカトキハジメは「バンプレストのロボットだとわかりやすいように」「ロゴマークがロボットの目に似ている」との理由を挙げている。
またバンプレイオスの仮称もカトキハジメが秘密裏にSRXに与えていた正式名称である。
ヴァリアブル・フォーメーション（パターンOOC）
新/α/OG……Rシリーズにのみ設定された戦闘行動パターンの一つであり、SRXが合体する時のフォーメーションの名称。
「ヴァリアブル・フォーメーション」はリュウセイが勝手に考えた名称で、正式名称は「パターンOOC（ONLY ONE CRASH）」である。
これは衝突の危険性を孕んだ機動と合体回数の有限さを皮肉ったもの。OGキョウスケ編においては、アヤの「（OOCだと）縁起が悪い」という一存にライも同調する形で「ヴァリアブル・フォーメーション」が採用された。
武装
テレキネシス・ミサイル
R-3パワードのものをそのまま使用可能。SRX時では脚部に搭載。マザー・ミサイルの内部に多数のチャイルド・ミサイルが収納されている。T-LINKシステムによって制御されているため、敵味方を識別して発射・命中させることが出来るMAPWである。
ガウンジェノサイダー
BPSSヘッドギアのバイザー部分に念動フィールドを集束させ、ビームとして撃ち出す。念動力により軌道をコントロールできる。『α』以降の作品では命中すると、バンプレストのロゴが表示されるときのジングルが流れる。
ハイフィンガー・ランチャー (Finger Launcher)
指先から発射するビーム。R-2パワードのハイゾルランチャーが腕になっているためそのまま利用している。砲身が指状になっているので、ある程度広い射角を獲得することに成功している。
ザイン・ナックル
SRX版T-LINKナックル。ゲームでは『新』と『α』、『第2次OG』で実装。アニメでは『OGIN』第16話にて使用。
ブレード・キック (Blade Kick)
足の甲についたブレードで切り裂くキック。『OGクロニクル』では再合体途中に取り付こうとした敵を迎撃するため、遠隔操作でアヤが使用している。
ドミニオン・ボール (Dominion Ball)
トロニウム・エンジンのエネルギーを、念動フィールドで球体状に包んで打ち出す。この念動フィールドは敵をとらえる際にも使用可能で、リュウセイは「念動結界」と呼んでいる。
Z・O・ソード (Supreme Sword)
ゾル・オリハルコニウム製の剣。R-1のシールド先端が柄になっており、胸の中に格納されている。柄部分に装填されているゾル・オリハルコニウムを念動フィールドで固定して剣の形にしている。『OG』シリーズでは液体状のゾル・オリハルコニウムに種結晶となる結晶核を投入することで、任意の様々な形に硬化、結晶化させている。リュウセイは「天上天下無敵剣」（てんじょうてんがむてきけん）と名付けているほか、斬りつける際に「天上天下無敵斬り」と叫ぶ。『OGs』の『OG2』シナリオではブリットが提供したモーションデータが使われている。ちなみに、チーム内では「無敵剣」で通じる。また名前こそ同じだが、アストラナガンのそれとは大分形状が違う。
北米版『OG1』ではこの際ローマ字表記で叫ぶが、「Tenjo-Tenge」となっている。
必殺技
H・Z・O・ソード (TK Burst Slash)
正式名ハイ・ゾル・オリハルコニウムソード。Z・O・ソードで斬りつけた際に、刀身を切り離し、念動力により相手の体内に残した刀身を膨張、破裂させ内部から破壊する。リュウセイはこの一連の流れを「天上天下念動爆砕剣」（てんじょうてんがねんどうばくさいけん）と名付けている。
『OGs』ではドミニオンボールで敵を拘束してから使用する。
HTBキャノン (HTB Cannon)
正式名称はハイパー・トロニウム・バスターキャノン。R-GUNパワードとの合体攻撃。リュウセイは「天上天下一撃必殺砲」（てんじょうてんがいちげきひっさつほう）と名づけており、チーム内では「一撃必殺砲」で通じる。R-GUNパワードが変形したHTBキャノンにSRX側のトロニウムエネルギーを加えて発射するSRXの最強武器。OGシリーズではマイの念動力によるものか調整の差によるものか、R-GUNパワードにマイとヴィレッタどちらが乗るかで威力・射程・消費エネルギーが異なる仕様になっている。
『α』ではMAP兵器版の名称は「HTBキャノン」だが、台詞では「天上天下一撃必殺砲」と叫んでいる。
『α ORIGINAL STORY』では、廃棄されたハガネの艦首トロニウム・バスターキャノンモジュールと接続することにより一度限りの「天上天下一撃必殺砲」を披露している。
北米版『OG2』でも「HTB Cannon」と表記され戦闘中もそう呼ばれるが、ミーティングでリュウセイが披露した名前は「Hyper Titanic Blasting Cannon」となっており、名前をあわせた上でリュウセイらしいネーミングセンスとなっている。
SRXフルバースト
『OGクロニクル』で登場したSRXの全射撃武装の一斉砲撃。バンプレイオスの「アルタード・フルバースト」を意識して表現された攻撃。ガウンジェノサイダー、ハイフィンガー・ランチャー、テレキネシス・ミサイル、ドミニオン・ボールに加え、作中ではRシリーズが半壊した状態で合体したためか、R-1とR-2の両腕が収納されていないため、R-1部分がブーステッド・ライフルとR-3の念動収束式レーザーキャノンを、R-2部分がマグナ・ビームライフルとG・リボルヴァーを装備しており、さらにストライク・シールドも用いた一斉砲撃となった。
また、『DW』の24話ラストでガウンジェノサイダー、ハイフィンガー・ランチャー、テレキネシス・ミサイルの一斉砲撃を行いネビーイームに展開していたエアロゲイター軍の大半を撃墜している。
劇中の活躍
新
トロニウム・エンジンの出力と装甲耐久力の問題から、1回の出撃で3分間（3ターン）しか合体出来ないという欠点を持ち、まるでウルトラマンのような設定であるため、リュウセイがネタにしていた。
スーパーロボットスピリッツ
L5戦役にてジュデッカと交戦、大破する。この時は合体の制限時間が5分に延びていた。作中の会話から、冷静さを失ってT-LINKシステムを暴走させてしまい、敗北したようである。
スーパーヒーロー作戦
世界観にあわせて、怪獣や凶悪宇宙人との戦闘を想定して開発された「対怪獣用一撃必殺型パーソナルトルーパー」となっている。
本編以前に起こった宇宙人侵略戦争で大きな戦果を挙げたが、トロニウム・エンジンの爆発の危険性が問題視され、公式には解体されたことになっている。実際には、地球防衛軍極東基地の地下に合体した状態のまま隠匿されていた。ゲーム中盤から使用可能となり、合体に関する制限やパイロットへの負担などの要素は特にない。攻撃力は最強クラスだが、RPGというゲームの特性上合体すると手数が減り、また相手からの攻撃が集中するというデメリットがあった。
αシリーズ
『α』では装甲や武器にラ・ギアスの鉱物であるオリハルコニウムが使われているため、メンテナンスが容易ではなく合体回数が限られるという設定で、これにより合体の制限ががターン数ではなく「登場時からエンディングまでの総合体回数が10回以内（強制出撃除く）」という形に変更された（これを告げられた際、リュウセイが「今回は3ターンじゃないのか」と発言している）。
『α』（PS版）の時点では合体攻撃がシステムとして導入されていなかったためか、R-GUNパワード加入後は合体攻撃ではなくR-GUNパワードを含めた四体での合体となり、その際のみHTBキャノンと一撃必殺砲が使用可能というシステムになっている（以後は三体での合体は不可能）。なお合体攻撃が導入されたDC版でもこの仕様は継続された。
『α』のED後にR-1およびR-2が解体されたため、その姿は見られなくなったと思われていたが、異星人の脅威に備え密かに修復されていた。しかし、『第3次α』序盤の戦闘でハザルの乗るヴァイクランに弱点を突かれて大破してしまい、最後にはトロニウムを奪われて爆散した。
OGシリーズ
『OG1』では、主人公をどちらにしても一度は合体した姿を見られる（この時のみ、耐久力の問題で合体の制限時間が3分間(3ターン)）が、キョウスケルートの場合、耐久性の問題点が改善されず、再度の合体は不可能となっている。リュウセイルートではラドム博士が提供した新型サーボモーターによって関節強度の問題がクリアされ、合体が正式に解禁。『新』や『α』のような制限時間もなく自由に使用可能となっている。
『OG2』以降は（ルート分岐などでメンバーが欠けていない限りは）制限なく合体が行える。また、「天上天下一撃必殺砲」が合体攻撃となったことで、『α』にあったR-GUNパワードを含めた四体合体もなくなった。「天上天下無敵剣」はGBA版『OG2』ではオミットされたものの、『OGs』にて復活した。
OVAでは瀬戸内海上での戦闘で合体したが、パーツの消耗の結果、しばらく合体できない状態になったが、OVAの流れを汲んでいる『OGs』のシナリオ2.5では特に合体制限は設けられなかった。
OGIN
シャドウミラーのいた世界ではキョウスケ（ベーオウルフ）の乗るゲシュペンストMk-IIIによって破壊されている。R-1のパイロットはリュウセイだが、R-2、R-3のパイロットは不明。
こちら側の世界では、展開が変わったためアインストレジセイアに取り込まれそうになるという一幕は無くなり、HTBキャノンはソルグラビリオン戦で初披露された。また、第21話においてアースクレイドルでアーチボルドのグラビリオンとの交戦では、下半身をパージして攻撃を回避する合体ロボットらしい戦術を披露している。

#### DiSRX ディスアールエックス
『DW』第25話にて戦闘により半壊状態でセプタギンに埋もれていたSRXがアストラナガンに救出され、ディス・アストラナガンと融合した姿。
全体的なシルエットは融合元であるディス・アストラナガンというよりもアストラナガンに準じた姿だが、頭部・両手足・翼は全て独自のデザインとなっており、胸部や腰部といった欠損せず原型の残っていた部分にSRXの意匠が残っている。通常のSRXよりもエネルギー出力が高く、本編中では170%という出力にライが驚愕している。無理のある融合（実際には憑依に近い）であるゆえに短時間でしかこの形態を維持できず、アイン・ソフ・オウルでセプタギンを破壊した後には元のSRXへと戻った。
ディス・アストラナガンのパイロットであるクォヴレーがDiSRXのコックピットにいる描写がないため、彼が搭乗しているのかどうかは不明。

#### SRXアルタード “バンプレイオス”
SRXの完成型である対無次元侵入路用超広域殲滅型PT。
最大のコンセプトである「XNディメンション」の実装で行き詰まり、開発が難航したが、イルイの協力でクロスゲートを介したこれを引き起こすことに成功、閉鎖空間で窮地に陥っていたαナンバーズを救援に現われる。当初はトロニウム・エンジンに不可欠なトロニウムがハザルに持ち去られていたため、「天上天下念動無双剣」と「天上天下一撃必殺砲改」が使用不可能となっていた。のちにアヤが帰還し、トロニウムを搭載したことで上記武装が使用可能となり、少なくとも攻撃面では100%の性能を発揮できるようになった。
SRXとは逆に「合体して戦う」ことが前提の機体であるが、今回は機体強度の確保と開発を前倒しするため、さらには小隊制を導入しているゲームシステム上の制約もあり、分離機構は封印されている。また、本来はリュウセイ、ライ、アヤの3人乗りだが、物語序盤でアヤがMIAとなったためAR-3をマイが担当。後にアヤが戻ってきたときのため、ライの手によってAR-3のコクピットが複座式に改修された4人乗りとなっている。
本来なら正式名称は「SRアルタード」となるはず（「X」は「試作」を表すため）なのだが、リュウセイ達の希望で元の名が残され、「SRXアルタード」が正式名称となる。
さらにリュウセイによって試作機が冠するはずだった「バンプレイオス」の通称を与えられる。XNディメンションはマイが使用した際は1回発動しただけでかなり消耗したが、サイコドライバーであるリュウセイが使用した際はその後戦闘を行うことができるくらいの消耗であった。
また、使用にはある程度の集中が必要である。
武装
テレキネシス・ミサイルHP
AR-3から発射されるミサイル。母ミサイルから多数の薄片型小弾体が剥離し爆発する。
ハイパームデトネイター
掌(英：palm)から発射されるビーム弾。SRXのハイフィンガー・ランチャーに相当する武器。
ガウンジェノサイダー
ゴーグルから発射されるビーム。SRXのものと同様に命中するとゲーム開始時のバンプレストのロゴが表示される際のジングルが流れる。
T-LINKブレードナックル
念動フィールドを腕に剣状に集中させて敵を殴ったのち、フィールド部分を爆発させる。SRXにおけるザイン・ナックルに相当する武器だが、R-1のT-LINKナックルやT-LINKソードと類似した点も見受けられる。
必殺技
アルタード・フルバースト
テレキネシス・ミサイルHP、ハイパームデトネイター、ガウンジェノサイダーを続け様に放つ一斉砲撃。
S・Z・Oソード
ゾル・オリハルコニウム製の剣。リュウセイ曰く「天上天下念動無双剣」。チーム内では「無双剣」で通じる。H・Z・Oソードと比較して、刀身が固形になっている。また2本の刀身が鋏のような形になっており、敵に突き刺した後に刃を開くことも出来る。これを使ったトドメ時の突破攻撃は「天上天下念動無双剣・流星斬り」とリュウセイが叫んでいる。
初出撃では出力の問題で使用出来ず、アヤがトロニウムを持って帰還した際に使用出来るようになった。
ハイパー・トロニウム・バスターキャノン
R-GUNパワードとの合体攻撃。威力はSRXのそれを遥かに上回る。バンプレイオスはSRXと比べて一回り大型であるため、R-GUNパワード側が規格を合わせるために拡張パーツ「エクスガンナー」を装着する必要がある。リュウセイは「天上天下一撃必殺砲・改」を通称としており、チーム内でも「一撃必殺砲」で通じる。

## RWシリーズ
SRXおよびバンプレイオスが使う手持ち武器の総称。
現在までにR-GUNとヒュッケバインMk-IIIのボクサーパーツが確認されている。当初の計画では長距離砲撃戦用と近接格闘戦用の2つの武器が使われる予定だったが、格闘戦用のR-SWORDがボクサーパーツに流用されたため、砲撃戦用のR-GUNのみが運用された。

### R-GUN
SRXおよびバンプレイオスの砲撃戦用武器として開発された、RWシリーズの1号機。
取り回しの悪さを補うべく、変形機構を持ったPTとしての運用が採用されており、頭部はR-1のそれをベースに小型化が図られ、R-3と同様の高性能センサーを装備する。R-2を上回る出力のトロニウム・エンジンを搭載するため、Rシリーズの機体よりも基本スペックは高い。しかし、その出力が不安定なのは相変わらず、そのうえ調整の手間が馬鹿にならないらしい。
なお、スーパーロボット大戦シリーズでR-GUNと呼ばれているのは『スーパーヒーロー作戦』のアールガン（ARGAN）であり、『スーパーヒーロー作戦』にはアールガン（ARGAN）の元となった細部の違うR-GUNが存在している。
武装
ビームカタールソード (Beam Gladius)
背部に装備されているビーム剣。基部、ビームとも独特の形状を持つ、カタール（ジャマダハル）に近い実体剣だが、柄はジャマダハル特有の水平式ではなく、折り畳み可能の収納式。組み合わせた状態では「T-LINKブーメラン」となり、T-LINKシステムで誘導可能な投擲武器になる。敵に向かって投擲後、回収しそのままカタール形態で斬りつけるという連続攻撃も繰り出せる。R-GUNパワードでは装備位置が変更されており、プラスパーツと並列になるように装備される。
ツイン・マグナライフル (Double Magna Rifle)
ビームと実弾の両方が撃てるライフル。R-2のマグナ・ビームライフルの改良型である。小型で取り回しがよくなった分、射程は中距離に限定されている。イングラムおよびヴィレッタが使うときのみに存在する固有のセリフ（「ダブル・ファイア」など）はSH作戦で使われたセリフである。
HTBキャノン / メタルジェノサイダー (Metal Destroyer)
銃形態であるメタルジェノサイダーモードへ変形し、重金属粒子を発射する。機体を損傷する危険が高いため通常は1回の出撃に使用は1回とされる。PT形態時の股間部が発射口、脚部がバレルへと変形する。
北米版『OG』での銃形態の名称は「Destroyer Mode」となっている。
劇中の活躍
スーパーヒーロー作戦
R-GUN……新西暦153年に開発されたが起動実験テストの度重なる失敗により実戦に参加することなく登録抹消の後、製造元であるマオ・インダストリー社によって月で保管される。なお、スーパーロボット大戦シリーズに登場するR-GUNとは細部が異なっている。
アールガン（ARGAN）……新西暦195年に月にバラバラで放棄されていたR-GUNをピースクラフトが回収、その後イングラムあるいはヴィレッタが組み立て改修を行いそのまま搭乗機とした。危機に陥ったときにウラヌスシステムが起動し、HTBキャノンで窮地を切り抜けることもあった。必殺技はスラッシュブーメラン（T-LINKブーメラン）、HTBキャノン（ただし、イベント時以外での使用は戦闘不能となる）。
OG1
ヴィレッタが乗って輸送中、ジーベルによって発見されたところで戦列に加わる。
ラーダとヴィレッタが調整を担当した、変形機構が「ヨガ顔負け」の機体。試作機にこだわっていたカチーナは、この機体のパイロットをイングラムに志願したこともある。そのイングラムが乗って離反するのだが、キョウスケが主人公だとこのとき撃墜しないと持ち逃げされてしまう。リュウセイが主人公の場合は撃墜できなくても終盤で再入手できるが、その代わりゲシュペンストMk-II・Sが手に入らない。持ち逃げを防ぐと、エアロゲイター製の機体も出現する。計画通り仕上げるには時間が足りなかったのか、イングラムの判断で想定出力を抑えられ、本来の目的であるSRXとの連携は見送られた。

#### R-GUNパワード
R-GUNにプラスパーツを装着した状態。
武装が追加され、この形態で初めてSRXとの連携が実現する。T-LINKフライトシステムという飛行能力が設定されているが、『OG』シリーズにてヴィレッタが念動力を持たなくなった点や多数のパイロット（念動力を持っていない者を含む）が乗り換え可能になった点から、GBA版『OG2』以降のゲームでは飛行能力を持たない。
武装
ハイ・ツインランチャー (Hyper Twin Launchers)
背部に追加された砲門からの攻撃。『α』『α外伝』以外ではHTBキャノンがなく、この武器が単体での最強攻撃となる。
T-LINKブーメラン / スラッシュ・ブーメラン (TK Boomerang)
ビームカタールソードを2本組み合わせ、T-LINK制御で操作するブーメラン。OGシリーズでは念動力を持たないパイロットには使えなかったが、『OG外伝』では念動力不要のスラッシュ・ブーメランとなった（制御がどうなっているのかは不明）。「スラッシュ・ブーメラン」の名称は『スーパーヒーロー作戦』で使われたもの。
天上天下一撃必殺砲（改）
メタルジェノサイダーモードに変形し、SRXの銃として放つ合体攻撃。『α』のみ、使用にはRシリーズと本機の四体合体でSRX（一撃必殺砲装備）になる必要がある。バンプレイオスとの組み合わせでは技名の語尾に「改」とつくほか、SRXよりも大型なので、エクスガンナーと呼ばれるトリガーパーツと合体する必要がある。
劇中の活躍
スーパーヒーロー作戦
新西暦155年に飛ばされたアールガン(ARGAN)にR-GUN用のプラスパーツを装着させた姿。
一部の攻略本に掲載された設定画ではアールガンPOWERED（ARGAN POWERED）とR-GUNパワード（R-GUN POWERED）という両方の名前で呼称されている。
αシリーズ
『α』の初登場からこの状態で参戦する。
当初イングラムが乗っていたが、条件を満たすとヴィレッタが、更に条件を満たすとジュデッカから救出されたレビが乗る。正史では条件を満たしたため『α』以降も存在している。『α外伝』の後に解体されたが『第3次α』で修復、出力が安定するように改良されたが、飛べなくなっている。『第3次α』のリアル系男主人公・クォヴレーも乗り換えることが出来る（ただしクォヴレーが搭乗時はT-LINKブーメランおよび天上天下一撃必殺砲・改が使えない）。
OGシリーズ
『OG2』でマイをメインパイロットに、SRXチームの1機として運用される。
マイ曰く「この機体は私だけのものじゃない」らしい。天上天下一撃必殺砲はマイかヴィレッタが本機に乗った時のみ使用が可能で、どちらが乗ったかによって威力・射程・消費エネルギーが異なる。なお、OVAおよび『2.5』にあたる戦後はヴィレッタがメインパイロットになった模様。前述の通り、飛行はできない。ヴィレッタが念動力を持っていないことや、ART-1にマイ専用の合体攻撃が用意されて実質マイ専用機となったことからか、『OG外伝』ではT-LINKブーメランがスラッシュ・ブーメランに変更され、念動力が不要となった。『OGIN』ではマイの加入と共にハガネに搬入され、マイの搭乗機として運用された。アースクレイドル攻防戦では、AMガンナーに搭乗し合体技を披露したこともある。
ちなみに、最終話のシュテルン・ノイレジセイア戦でのみHTBキャノン使用時にトロニウム・エンジンをオーバードライブさせている。

### R-SWORD
本来はR-GUN同様のSRX専用武器、重力剣Gソードとして開発されていた。
しかし、急遽パワードパーツはヒュッケバインMk-IIIの強化外骨格アーマードモジュールへ改修される。ヒュッケバインボクサーの必殺技「Gソード・ダイバー」に、当初の名残が見られる。

## 派生機
R-1が元となって作られた機体。
- アルブレード
  - アルブレード・カスタム
  - エルシュナイデ
- エルアインス
- ART-1

### ゲーム
- αシリーズ
  - スーパーロボット大戦α
  - スーパーロボット大戦α外伝
  - 第2次スーパーロボット大戦α
  - 第3次スーパーロボット大戦α 終焉の銀河へ
- OGシリーズ
  - スーパーロボット大戦ORIGINAL GENERATION
  - スーパーロボット大戦ORIGINAL GENERATION2
  - スーパーロボット大戦OG ORIGINAL GENERATIONS
  - スーパーロボット大戦OG外伝
  - 第2次スーパーロボット大戦OG
  - スーパーロボット大戦OG ムーン・デュエラーズ

- その他
  - スーパーヒーロー作戦
  - リアルロボッツファイナルアタック
  - スーパーロボットスピリッツ
  - 新スーパーロボット大戦

### 書籍
- バンプレスト『Super Robot Wars Original Generation Official Book』2002年。（『OG1』購入特典）
- バンプレスト『SUPER ROBOT WARS ORIGINAL GENERATION 2 OFFICIAL BOOK』2005年。（『OG2』購入特典）
- バンプレスト『Super Robot Wars OG ORIGINAL GENERATIONS Official Perfect File』2007年。（『OGs』購入特典）
- 『電撃スパロボ! Vol.4』メディアワークス、2006年。ISBN 978-4-8402-3529-7。
- 『スーパーロボット大戦OGクロニクル Vol.2』アスキー・メディアワークス、2008年。ISBN 978-4-8402-4179-3。
- 『スーパーロボット大戦D パーフェクトファイル』角川書店、2003年。ISBN 978-4-0470-7128-5。

### OVA
- スーパーロボット大戦 ORIGINAL GENERATION THE ANIMATION (2) 「ヒトという部品（パーツ）」 （2005年）

### プラモデル
- コトブキヤ S.R.G-S-010 NONスケール 「RW-1P R-GUN パワード」 2006年8月
- コトブキヤ S.R.G-S-012 NONスケール 「SRX-00 SRX」 2006年11月
- コトブキヤ S.R.G-S-015 1/144 「R-1」 2007年1月
- コトブキヤ S.R.G-S-017 1/144 「R-2パワード」 2007年3月
- コトブキヤ EO-tech 1/100 「R-1」 2008年9月